# Toryne
Toryne (altgriechisch Τορύνη) oder Torone (Τορώνη) war eine antike thesprotische Stadt in Epirus.

## Überlieferung
Die Stadt lag an der Küste des Ionischen Meeres in der Nähe des heutigen Parga. Ihre genaue Lage ist nicht bekannt. Claudius Ptolemäus verortete sie zwischen Sybota und der Mündung des Acheron. Gemäß den Koordinaten, die er angab, lag sie in der Nähe der Bucht von Arillas.
Kurz vor der Schlacht bei Actium soll die Flotte des Octavian, von Brindisi und Tarent kommend, vor Toryne geankert haben, und man soll die Stadt besetzt haben. Als Marcus Antonius darüber informiert wurde, soll er beunruhigt gewesen sein. Kleopatra soll scherzhaft gefragt haben, was daran erschreckend sei, wenn Octavian bei einer Rührkelle sitzen würde (τορύνη bedeutet auch „Rührkelle“). Darauf bezugnehmend sagt die Figur Felix Tholomyès in dem Roman Les Misérables von Victor Hugo, dass sich niemand an die Stadt Toryne erinnern würde, hätte Kleopatra nicht damit ihre Wortspiele getrieben.

## Erforschung
Der Archäologe William Martin Leake vermutete, dass Toryne am Ort des heutigen Parga lag. Zudem wies Nicholas G. Hammond darauf hin, dass die türkischen Mauern der Burg von Parga zum Teil auf antiken Fundamenten ruhten. Andere Forscher suchten es 2 km östlich bei dem mykenischen Kuppelgrab von Kiperi. In jüngerer Zeit wurde Toryne etwa 5 km nordwestlich von Parga bei dem Ort Agia lokalisiert. Hier fand man am Ort „Oxini“ (neugriechisch Όξινη) bei dem Fußballstadion von Agia paläolithische Werkzeuge, späthellenistische und römische Keramikscherben und einen römischen Grabstein.